# 拉特拉尼
拉特拉尼，是匈牙利绍莫吉州所辖的一个村。总面积22.31平方公里，总人口1356，人口密度60.8人/平方公里（2011年1月1日）。